# Cemre Baysel
Cemre Baysel (* 5. Februar 1999 in Izmir) ist eine türkische Schauspielerin.

## Leben und Karriere
Baysels Familie stammt mütterlicherseits aus Urfa. Sie studierte an der Ege Üniversitesi. Ihre erste Rolle bekam sie 2014 in der Fernsehserie Yeşil Deniz. Danach trat sie 2017 in İsimsizler auf. Später spielte sie in der Serie Payitaht Abdülhamid. Baysel erlangte durch ihre Nebenrolle in Elimi Bırakma Bekanntheit.
Anschließend spielte sie in Ramo. 2020 bekam Baysel eine Hauptrolle Sol Yanım. Ihre nächste Hauptrolle bekam sie in Baht Oyunu. Sie bekam 2021 einen Altın Kelebek Award.

## Filmografie
Fernsehserien
- 2014–2016: Yeşil Deniz
- 2017: İsimsizler
- 2017–2018: Payitaht Abdülhamid
- 2018–2019: Elimi Bırakma
- 2020: Ramo
- 2020–2021: Sol Yanım
- 2021: Baht Oyunu
- 2022: Senden Daha Güzel
- 2024: Sakla beni
- 2024–2025: Leyla: Hayat… Aşk… Adalet...

Webserien
- 2022: Sadece Arkadaşız